# Maze Runner: The Scorch Trials
Maze Runner: The Scorch Trials (bra: Maze Runner: Prova de Fogo; prt: Maze Runner: Provas de Fogo) é a sequência de Maze Runner: Correr ou Morrer, uma adaptação americana de ação, ficção científica e mistério, baseada no segundo livro da série escrita por James Dashner. Com direção de Wes Ball e roteiro de T.S. Nowlin, o elenco tem como destaque Dylan O'Brien, Ki Hong Lee, Thomas Brodie-Sangster, Kaya Scodelario, Patricia Clarkson, Aidan Gillen, Jacob Lofland, Rosa Salazar e Giancarlo Esposito.

## Elenco
- Dylan O'Brien como Thomas
- Ki Hong Lee como Minho
- Thomas Brodie-Sangster como Newt
- Kaya Scodelario como Teresa Agnes
- Patricia Clarkson como Ava Paige
- Aidan Gillen como Janson (Homem Rato)
- Jacob Lofland como Aris Jones
- Rosa Salazar como Brenda
- Giancarlo Esposito como Jorge
- Nathalie Emmanuel como Harriet
- Katherine McNamara como Sonya
- Dexter Darden como Caçarola
- Alexander Flores como Winston
- Lili Taylor como Mary Cooper
- Barry Pepper como Vince

## Dubladores no Brasil
- Estúdio de dublagem: Delart[5]
- Direção de Dublagem: Pádua Moreira[5]
- Cliente: Fox[5]
- Tradução: Mário Menezes[5]
- Técnico(s) de Gravação: Rodrigo Oliveira[5]

Elenco
- Thomas: Felipe Drummond[5]
- Teresa: Flávia Saddy[5]
- Newt: Yan Gesteira[5]
- Minho: João Cappelli[5]
- Caçarola: Patrick Oliveira[5]
- Winston: Gustavo Nader[5]
- Aris: Eduardo Drummond[5]
- Brenda: Érika Menezes[5]
- Jorge: Jorge Vasconcellos[5]
- Janson: Léo Martins[5]
- Ava Paige: Mariangela Cantú[5]
- Mary: Sheila Dorfman[5]
- Vince: Milton Parisi[5]
- Harriett: Adriana Torres[5]
- Louro: Alexandre Moreno[5]
- Riley: Rodrigo Oliveira[5]

## Produção
Em 13 de outubro de 2013, cerca de 12 meses antes da liberação de Maze Runner: Correr ou Morrer,  foi relatado que a 20th Century Studios tinha começado a trabalhar em Maze Runner: The Scorch Trials. O desenvolvimento inicial do capítulo 2 da saga, mostrou que a empresa estava confiante no sucesso do primeiro filme.
Foi revelado então que TS Nowlin (de The Fantastic Four) iria ser o roteirista do segundo filme, assumindo o lugar de Noah Oppenheim com supervisão do diretor Wes Ball. Em 19 de novembro de 2014, foi confirmado que Jhon Paesano continuará cuidando da trilha sonora do filme.
O desenhista Ken Barthelmey também continuará projetando os detalhes do filme. "Eu já tinha trabalhado em vários projetos menores. Mas esta é a minha primeira produção de Hollywood. Eu tenho perguntas para mais um filme deste tamanho, mas, infelizmente, eu não posso revelar nada ainda. Atualmente estou trabalhando na segunda parte de "The Maze Runner", o "The Scorch Trials" está quente. Esta produção já está em um ano para cinema. O orçamento desta vez é muito maior; então agora temos mais opções. Na seqüência, há um mundo aberto que precisa ser totalmente projetado."

### Filmagens
Em 25 de julho de 2014, Wes Ball anunciou no San Diego Comic-Con International que iriam começar a filmar no segundo semestre de 2014, quando seu antecessor se torna-se um sucesso nas salas de cinema.
Em 31 de agosto de 2014, Wes anunciou que eles estão "cerca de nove semanas fora das filmagens". Ele também revelou "Estamos no Novo México agora. Temos uma equipe e estágios. Estamos nos aproximando rapidamente ao nosso tempo de filmagem. Os cenários estão sendo construídos. Muitos da mesma equipe estão voltando. A maioria do elenco irá voltar, exceto para os que foram mortos [no primeiro filme]. O roteiro é realmente bem vindo". Uma semana depois, ele disse "Nós temos fases, temos equipes chegando, Dylan vai estar de volta em algumas semanas, nós estamos construindo sets e o roteiro está sendo escrito. É um pouco corrido neste momento porque estamos cautelosamente otimistas, mas estamos nos sentindo animados que estamos prestes a fazer algo que é muito mais sofisticado, caminho mais maduro que realmente irá configurar uma saga aqui."
A filmagem principal começou em 27 de outubro de 2014, em Albuquerque, Novo México. As filmagens terminaram em 27 de janeiro de 2015, com duração de 94 dias.

## Divulgação e Publicidade
Na San Diego Comic-Con International, Wes Ball lançou o primeiro conceito de obra de arte para o filme. Em março de 2015, a Entertainment Weekly e a Empire divulgaram as primeiras imagens promocionais. No dia 19 de maio de 2015, a 20th Century Studios divulgou o primeiro trailer com versões dublada e legendada. No dia 23 de Julho de 2015, a 20th Century Studios divulgou o segundo trailer com versões dublada e legendada.

## Lançamento
Em 31 de agosto de 2014, Ball revelou estar na espera de que o filme seja lançado em cerca de um ano.
Em 21 de setembro de 2014, foi anunciado que o filme seria lançado em 18 de setembro de 2015, nos Estados Unidos. O filme foi lançado no dia 17 de setembro ee 2018 no Brasil e em Portugal, e em 18 de setembro nos Estados Unidos.

## Recepção

### Resposta da crítica
No site agregador de críticas Rotten Tomatoes, 48% das 155 resenhas dos críticos são positivas, com uma classificação média de 5,4/10. O consenso do site diz: "Maze Runner: The Scorch Trials é uma sequência cheia de ação ao custo da história, da urgência e do mistério que o original oferecia." O Metacritic, que usa uma média ponderada, atribuiu ao filme uma pontuação de 43 em 100, baseado em 29 críticos, indicando críticas "mistas ou médias".

## Sequência
No dia 6 de março de 2015, foi confirmada a adaptação do terceiro livro da série Maze Runner, intitulado Maze Runner: The Death Cure. O filme chegará com um pouco mais de atraso em relação aos outros dois filmes, ao invés de ser lançado em setembro de 2016 e sua estreia está programada para 12 de janeiro de 2018. As gravações iniciaram em fevereiro de 2016, mas em março, Dylan O'Brien (Thomas) sofreu um acidente enquanto gravava, Dylan sofreu lesões sérias e ficou meses de repouso.